# Електра Апостолу
Електра Апостолу (грч. Ηλέκτρα Αποστόλου; Атина, 20. фебруар 1912 ― Атина, 26. јул 1944) била је грчка политичарка и борац отпора, члан Младе комунистичке лиге Грчке, Уједињене панхеленске организације омладине и Комунистичке партије Грчке, као и заговорница женских права.

## Биографија

### 1912―1942.
Рођена је 1912. године у Атини, у богатој породици, као сестра лидера Комунистичке партије Грчке Лефтериса Апостолуа. Године 1926. је постала чланица ОКНЕ, а 1933. је преузела вођење новина „Неолаја”. Учествовала је на Светском антифашистичком и антиратном конгресу жена који је одржан у Паризу 1934. године, као руководилац грчке делегације.
Године 1935. је учествовала на шестом конгресу Комунистичке интернационалне омладине, представљајући ОКНЕ заједно са другом грчком омладином. Када се вратила у Грчку постала је чланица Бироа Централног комитета ОКНЕ.
Режим 4. августа ју је ухапсио и затворио у женски затвор Авероф, где је мучена. Када је пуштена, отишла је у илегалу и послата је у Солун, где је постала секретарка канцеларије ОКНЕ Македонија, Тракија.
Године 1939. је поново ухапшена и послата у егзил са другим комунистима у Анафи. Непосредно пре егзила, и током премештаја, родила је ћерку Агни у тешким и опасним условима. Окупација ју је затекла у егзилу са ћерком у Анафи.
Маја 1941. ју је грчка жандармерија предала окупаторима. 

### 1942―1944.
Септембра 1942. је побегла из притворских објеката атинског Одељења за миграције и придружила се партизанским организацијама. Крајем децембра исте године јој је преминуо супруг, доктор Јанис Сидеридис, члан Комунистичке партије Грчке. Умро је од глади у концентрационом логору Катуна, два дана након што је пребачен из Акронафплије заједно са стотину других комунистичких затвореника.
Док је шетала 25. јула 1944. у 7:30 ујутру срела је жандарма који ју је препознао. Након кратке потере, ухапшена је и одведена у хотел Кристал који је заузела Специјална служба безбедности. Тешко је мучена, али није открила имена својих сарадника. Након мучења, погубљена је, а тело јој је осакаћено након смрти.
Избачена је испред хотела Кристал 26. јула 1944. и одведена у атинску мртвачницу где је медицински вештак извршио обдукцију. Следећег дана, 27. јула, њено тело је бачено на улице Атине. Народноослободилачки фронт је обећао освету преко својих новина. За њено мучење и убиство су доживотно осуђени Александрос Ламбу, ађутант Еусебиос Партениу и Минас Катрептис, као и десетине других патриота који су после неколико месеци пуштени на слободу због грађанског рата.
Годину дана након њене смрти организован је скуп–комеморација за жене које су убијене током окупације. У њену част је основана истоимена медаља за хероизам. Такође, написане су бројне песме о њој међу којима је Ηλέκτρα μας.